# Głos Ludu (czasopismo podziemne)
Głos Ludu – polskie czasopismo podziemne.
Głos Ludu wydawany był w Krakowie od 1939 r. Czasopismo powiązane było ze Stronnictwem Ludowym.

## Literatura
B. Golka, Prasa konspiracyjna ruchu ludowego 1939–1945, Warszawa 1975, s. 204.